# Masa tăcerii
Masa tăcerii, alături de Coloana Infinitului și Poarta Sărutului reprezintă una din cele trei piese de sculptură monumentală ale Ansamblului Monumental din Târgu Jiu a sculptorului român Constantin Brâncuși. Cunoscut și sub numele de Ansamblul monumental de la Târgu-Jiu, ansamblul este un omagiu adus eroilor căzuți în timpul primului război mondial. Cele trei componente sculpturale monumentale, Masa tăcerii, Poarta sărutului și Coloana fără sfârșit, sunt dispuse pe aceeași axă, orientată de la apus spre răsărit, cu o lungime totală de 1.275 m.
Aceste opere simbol semnate de Constantin Brâncuși au fost recunoscute oficial, la nivel mondial, pentru valoarea uriașă culturală. Ansamblul cuprinde sculpturile celebre ale artistului român: „Masa Tăcerii“, „Aleea Scaunelor“, „Poarta Sărutului“ și „Coloana Infinitului”.
Decizia de înscriere a Ansamblului Monumental „Calea Eroilor” și a Frontierelor Imperiului Roman-Dacia în Lista Patrimoniului Mondial UNESCO a fost aprobată de Comitetul Patrimoniului Mondial. Ansamblul cuprinde sculpturile celebre ale artistului român: „Masa Tăcerii“, „30 scaune pătrate”, „Poarta sărutului“ și „Coloana Infinitului“.

## Descriere
Masa tăcerii, lucrată în piatră de Banpotoc, reprezintă masa dinaintea confruntării în bătălia la care urmează să participe combatanții. Timpul este prezent, fiind reprezentat prin dispunerea circulară a celor 12 scaune-clepsidre, care îl măsoară.
Opera a fost realizată în anul 1937, într-o primă versiune, din piatră de Câmpulung, sub forma mesei țărănești, simplă, joasă, din tăblie (200x 45 cm) și picior (160×45 cm), și a fost amplasată în locul celei de astăzi. Nemulțumit probabil, de dimensiunile ei, în 1938 a comandat la un atelier din Deva, după desenele sale, o nouă masă, din piatră de Banpotoc, cu noi dimensiuni ale tăbliei (215×45 cm) și piciorul ei (175×45 cm) pe care n-a amplasat-o astfel. Sculptorul a recurs la o variantă combinatorie care a preluat tăblia primei versiuni drept picior și pe cea a versiunii a doua drept tăblie, asigurându-i astfel o nouă proporție interioară și monumentalitate. 
În jurul Mesei tăcerii nu au fost puse scaune decât o dată cu amenajarea versiunii combinatorii.Scaunele, 12 la număr, au fost comandate o dată cu versiunea a doua a mesei, la atelierul din Deva, și au fost realizate din piatră de Banpotoc, cu formă de clepsidră.
În jurul Mesei tăcerii, în 1938, au fost grupate scaunele-clepsidră rotunde, două câte două, dar artistul nu le-a lăsat astfel, punându-le la egală distanță față de masă și între ele, subliniind prezența imaginară a unui cerc semnificativ.

## Simbolistică
Semnificația creației lui Brâncuși a fost supusă multor interpretări. Una dintre ele este aceea că Masa Tăcerii reprezintă Cina cea de Taină, în care cei 12 apostoli  se află în jurul lui Iisus. Cele 12 scaune din jurul mesei sunt Apostolii, iar Masa îl reprezintă pe însuși Iisus.
Masa reprezintă și un simbol al reunirii familiei și al meditației, dorința lui Brâncuși fiind ca lucrarea sa să determine renașterea acestui vechi obicei străbun.

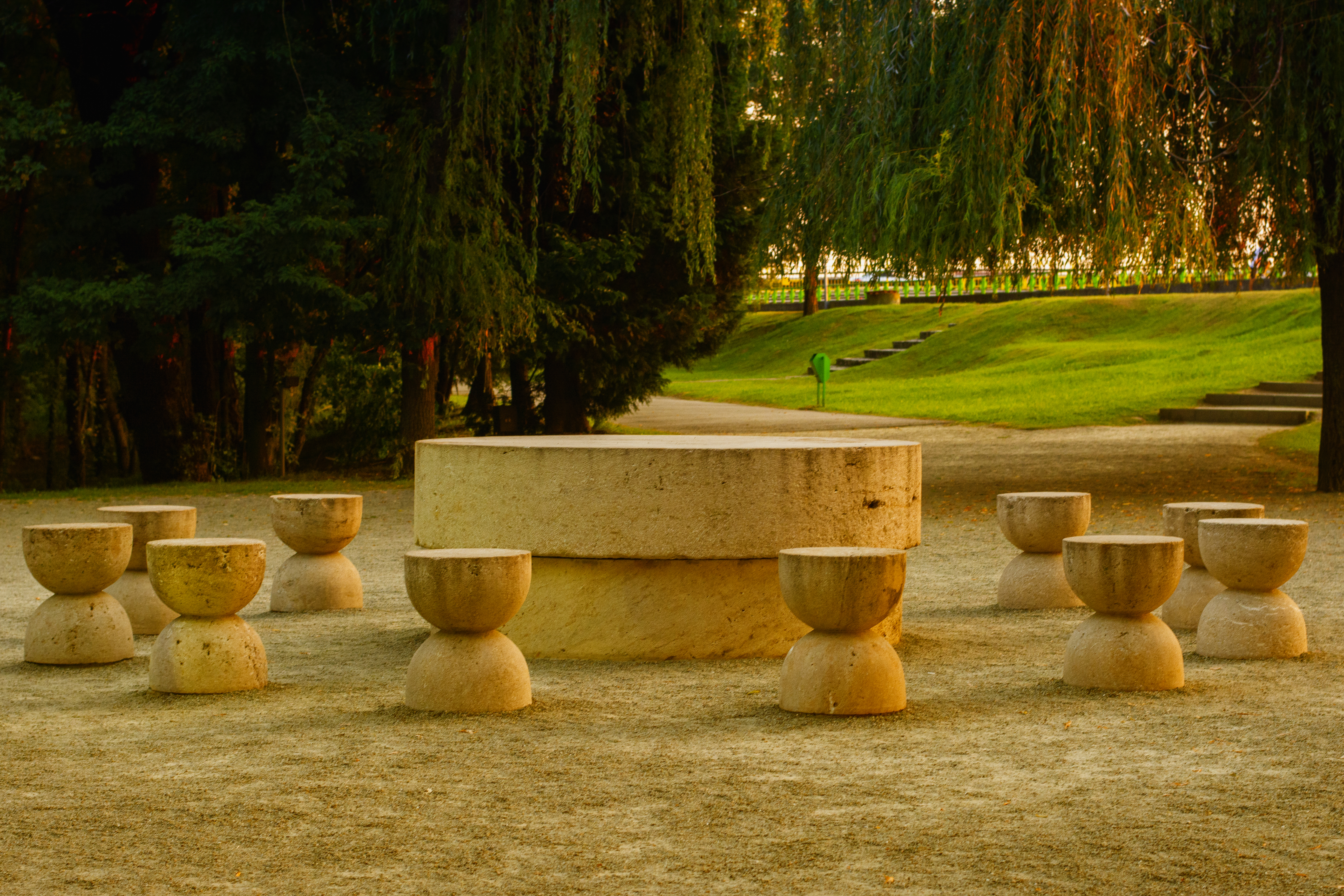
Masa tăcerii de Constantin Brâncusi în Târgu Jiu

## Galerie

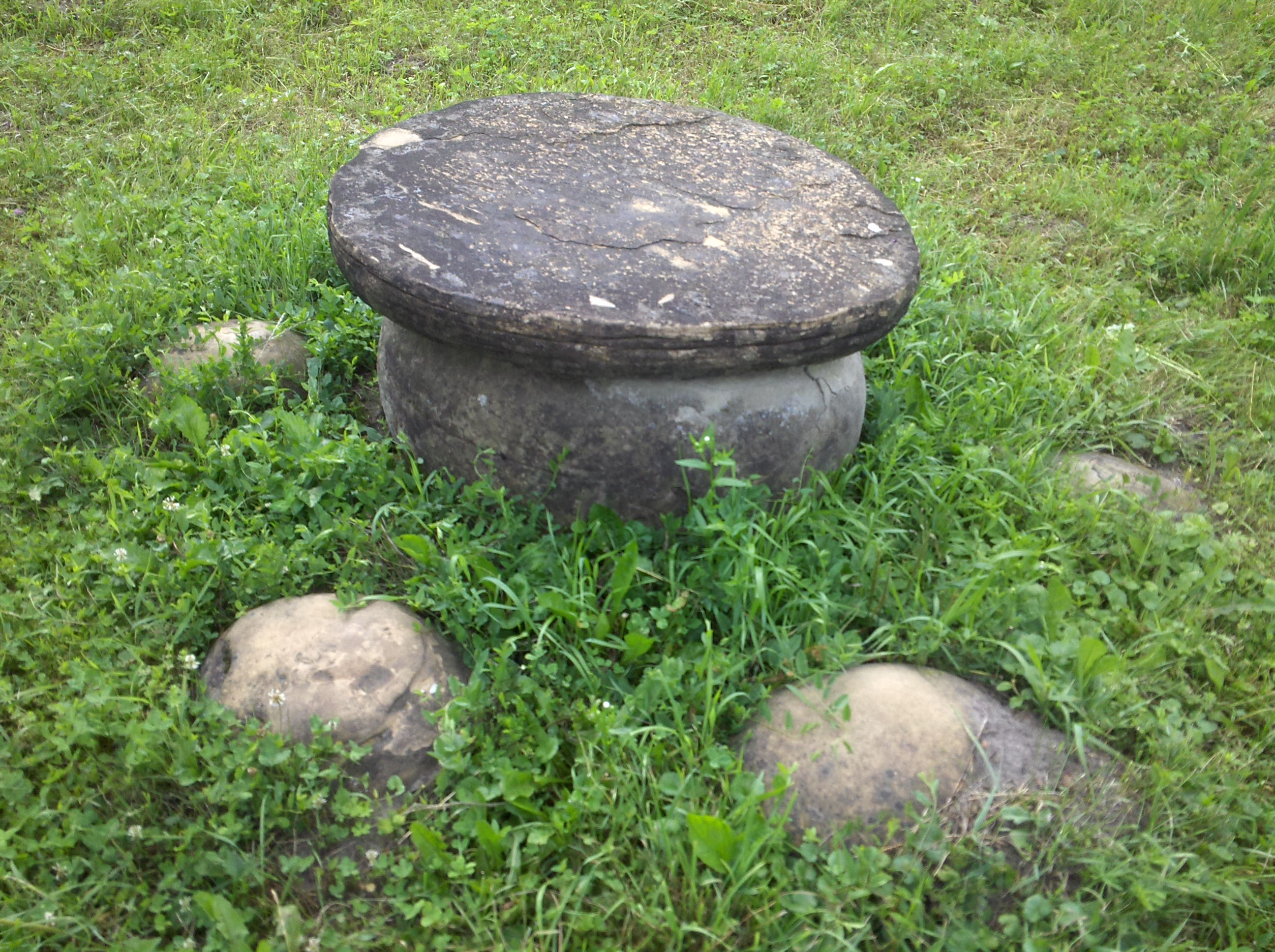
Masă asemănătoare cu Masa Tăcerii aflată la biserica din Pătrăuți, datând din timpurile lui Ștefan cel Mare probabil sursa de inspirație a operei brâncușiene

## Vezi și
- Lista sculpturilor lui Constantin Brâncuși